# 维特代数
在数学中，复维特代数（英語：Witt algebra）是黎曼球面上某些亚纯向量场組成的李代数，其滿足：存在某兩個固定點，使各個向量場在該兩點以外皆處處全纯。它也是圆上多项式向量场的李代数和环C [ z, z − 1 ] 的導子李代数的复化。維特代數得名於Ernst Witt。
有限域上的相关的李代数，也称为Witt代数。
复Witt代数由 Cartan (1909) 首先定义，Witt在1930 年代研究了有限域上的类比。

## 基础
Witt代数的基由向量场{\displaystyle L_{n}=-z^{n+1}{\frac {\partial }{\partial z}}}给出，其中n属于{\displaystyle \mathbb {Z} }.
两个向量场的李括号由下式给出
{\displaystyle [L_{m},L_{n}]=(m-n)L_{m+n}.}
这个代数有一个称为Virasoro 代数的中心扩张，它在二维共形场论和弦论中非常重要。
通过将n限制为 1,0,-1，可以得到一个子代数。在复数域，它正好是洛伦兹群SL(2,C)的代数{\displaystyle sl(2,\mathbb {C} )}。在实数域上，它是代数sl (2,R) = su (1,1)。反过来，su (1,1) 足以重构原代数。 

## 有限域上的Witt代数
在p > 0 的域k上，Witt 代数被定义为环的导数的李代数
k [ z ]/ z p
对于− 1 ≤ m ≤ p − 2，Witt 代数由Lm展开得到。